# 705 (szám)
A 705 (római számmal: DCCV) egy természetes szám, szfenikus szám, a 3, az 5 és a 47 szorzata.

## A szám a matematikában
A tízes számrendszerbeli 705-ös a kettes számrendszerben 1011000001, a nyolcas számrendszerben 1301, a tizenhatos számrendszerben 2C1 alakban írható fel.
A 705 páratlan szám, összetett szám, azon belül szfenikus szám, kanonikus alakban a 31 · 51 · 471 szorzattal, normálalakban a 7,05 · 102 szorzattal írható fel. Nyolc osztója van a természetes számok halmazán, ezek növekvő sorrendben: 1, 3, 5, 15, 47, 141, 235 és 705.
A 705 négyzete 497 025, köbe 350 402 625, négyzetgyöke 26,55184, köbgyöke 8,90013, reciproka 0,0014184. A 705 egység sugarú kör kerülete 4429,64564 egység, területe 1 561 450,089 területegység; a 705 egység sugarú gömb térfogata 1 467 763 083,3 térfogategység.